# Красимир Станев
Красимир Станев е български народен певец от Тракийската фолклорна област.

## Биография
Роден е на 9 януари 1955 година в село Неговановци, Видинско. Солист на БНР, диригент, педагог, народен певец, ученик на Йовчо Караиванов. Красимир Станев завършва Средното музикално училище в град Котел и Академията за музикално, танцово и изобразително изкуство в Пловдив. Записва 80 тракийски песни в БНР и по няколко в радиата „Пловдив“ и „Стара Загора“, снима филми в БНТ. Дълги години е солист на Фолклорен ансамбъл „Загоре“, Стара Загора и диригент на хоровия състав на ансамбъла. Работи с много тракийски групи и оркестри, записва в „Балкантон“ две плочи, аудиокасета и участва в две аудиокасети, изнася концерти в България и по света. Най-емблематичните песни от неговия репертоар са „Снощи станах сънен буден“, „Гледача ходи из село“ и „Иван на Добра думаше“.
Умира на 5 февруари 2010 г. в Стара Загора.

## Дискография

### Малки плочи
- „Красимир Станев“ – ВНК 3692

### Дългосвирещи плочи
- „Красимир Станев“ – ВНА 12364 (1991)

### Аудиокасети
- „Красимир Станев“ – ВНМС 7456 (1990)

## Памет
- През 2011 г. във Варна се създава музикално-фолклорният клуб „Красимир Станев“.
- През 2013 г. доцент Йорданка Неделчева пише книгата „Красимир Станев – Славеят на Тракия“.